# Football Club de Metz 1983-1984
Questa voce raccoglie le informazioni riguardanti il Football Club de Metz nelle competizioni ufficiali della stagione 1983-1984.

## Stagione
Per stagione 1983-1984 il Metz viene allenato dal polacco Henryk Kasperczak, alla quinta stagione alla guida della formazione granata ed in precedenza suo ex giocatore. Se in campionato la squadra stenta, concludendo la Division 1 al 12º posto, invece in Coppa di Francia i granata sono protagonisti di un exploit che li porta  a vincere la competizione in finale contro il ben più quotato Monaco. Tale trofeo, vinto grazie ai gol in finale di Hinschberger e Kurbos, è il primo nella storia del Metz.

## Risultati

### Coppa di Francia
| Trentaduesimi di finale | Metz | 2 – 0 | Calais RUFC |  |

| Sedicesimi di finale - Andata | CA Castets-en-Dorthe | 0 – 4 | Metz |  |

| Sedicesimi di finale - Ritorno | Metz | 4 – 0 | CA Castets-en-Dorthe |  |

| Ottavi di finale - Andata | Metz | 4 – 0 | Besançon |  |

| Ottavi di finale - Ritorno | Besançon | 1 – 1 | Metz |  |

| Quarti di finale - Andata | Metz | 1 – 0 | Laval |  |

| Quarti di finale - Ritorno | Laval | 1 – 2 | Metz |  |

| Semifinale - Andata | Nantes | 2 – 1 | Metz |  |

| Semifinale - Ritorno | Metz | 1 – 0 | Nantes |  |

| Arbitro: | Michel Vautrot |

|                               |           |  |
| Hinschberger 102’ Kurbos 108’ | Marcatori |  |